# Framo

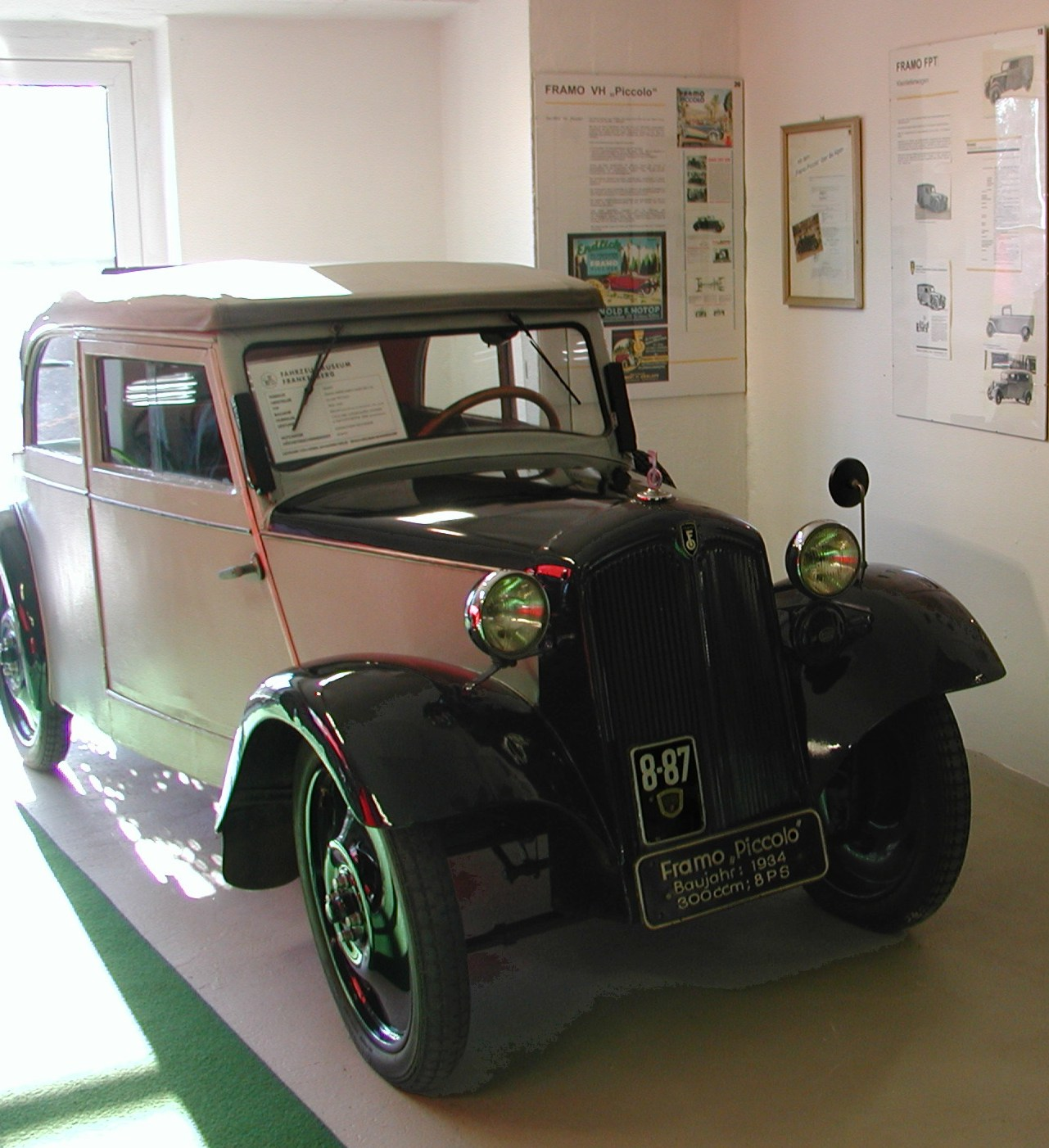
Framo Typ VH "Piccolo"

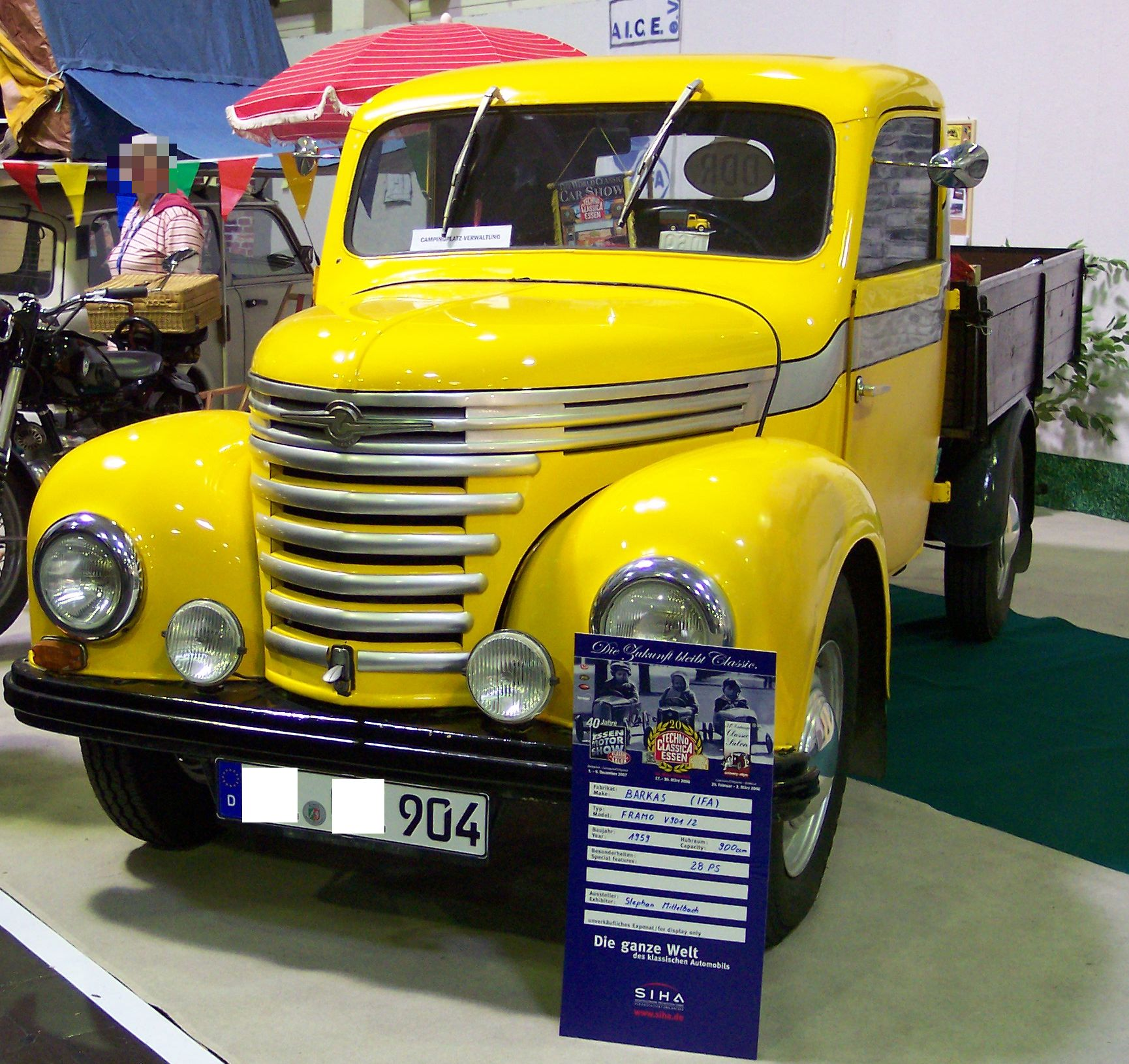
Framo V 901/2 (1959)

Framo – marka samochodów stworzona w latach 30. XX wieku przez Jørgena Skafte Rasmussena, założyciela firmy DKW; marka jest skrótowcem od pełnej nazwy firmy Herstellungsort Frankenberg und Motorenwerke ab.
W roku 1938 wprowadzono na rynek model Framo V500 z silnikiem o pojemności 500 cm³ i mocy 15 KM. Samochód mógł rozwijać maksymalną prędkość 60 km/h.
Po II wojnie światowej w NRD w latach 1953–1961 produkowano lekkie samochody dostawcze pod marką Framo w fabryce VEB Barkas-Werke Karl-Marx-Stadt należącej do konglomeratu Industrieverband Fahrzeugbau (IFA).
Model Framo V 901/2 wyposażony był w silnik o pojemności 900 cm³ i mocy 28 KM (20,6 kW). Jego następcą był Barkas B1000.